# Metamorfe zone

Schematische kaart van een terrein met een oplopende metamorfe graad. Het terrein bestaat uit twee geplooide lithologieën: kwartsiet (oorspronkelijk zandsteen) en peliet (oorspronkelijk kleiig sediment). De indexmineralen kunnen alleen in de peliet groeien. Bij de hoogste isograad vindt partieel smelten in het kwartsiet plaats.

Metamorfe zones in Schotland, het gebied waar ze voor het eerst als zodanig herkend werden door de geoloog George Barrow in 1912. Behalve Barrow-zones zijn ten noorden van Aberdeen ook enkele Buchan-zones (andalusiet- en biotietzone) aanwezig.

Een metamorfe zone is in de geologie een gebied waar als gevolg van metamorfose dezelfde combinatie van mineralen voorkomt. Deze zones ontstaan doordat de meeste mineralen in gesteente alleen in bepaalde intervallen van temperatuur en druk stabiel zijn.

## Concept
In een terrein kunnen de temperatuur en druk waarbij het gesteente is gevormd op grote schaal sterk verschillen. Men zegt dat de metamorfe graad verschilt en spreekt van een metamorfe gradiënt tussen punten met verschillende metamorfe graad. Vlakken in de korst waar de metamorfe graad gelijk is worden isograden genoemd. 
De verschillen in metamorfe graad komen tot uiting in de mineralogische samenstelling van het gesteente. Mineralen die kenmerkend zijn voor een bepaalde metamorfe graad worden indexmineralen genoemd. De makkelijkst herkenbare isograden zijn waar een metamorfe reactie heeft plaatsgevonden, dus waar een bepaald mineraal uit het gesteente verdwijnt of juist in het gesteente verschijnt. Metamorfe zones zijn de gebieden tussen twee opeenvolgende isograden. Ze worden genoemd naar het meest kenmerkende mineraal van de zone.
Of een bepaald indexmineraal voor kan komen hangt echter ook af van de chemische samenstelling van het gesteente zelf. Veel indexmineralen hebben ingewikkelde chemische formules en niet altijd zijn de benodigde elementen voorhanden. Bij het in kaart brengen van metamorfe zones moet daarom rekening worden gehouden met de chemische samenstelling van het gesteente, die afhangt van de "protoliet", het oorspronkelijke voor metamorfose. De belangrijkste chemische samenstellingen zijn ultramafisch, mafisch, felsisch, pelitisch en kalkhoudend. In al deze (en andere) protolieten komen andere combinaties van metamorfe mineralen voor en zijn de metamorfe zones ook anders.

## Soorten metamorfe zones
Welke metamorfe zones voorkomen wordt ook bepaald door de vorm van metamorfose. Deze is op zijn beurt weer afhankelijk van de geodynamische (tektonische) omstandigheden. De meest voorkomende metamorfe zones zijn van het Barrow-type, dat voor het eerst werd herkend door George Barrow in 1912. Dit is een type metamorfose waarbij druk en temperatuur beide geleidelijk oplopen, zoals meestal bij regionale metamorfose onder orogene gordels (vaak gebergten) het geval is. Barrow-zones zijn vooral goed te herkennen in pelitische gesteenten (sedimenten die een aanzienlijk percentage klei bevatten voor ze gemetamorfoseerd werden). De (oplopende) volgorde van de naamgevende mineralen is als volgt:
chloriet - muscoviet - stauroliet - granaat - kyaniet - sillimaniet
Een ander type metamorfose is Buchan-metamorfose, waarbij de temperatuur relatief snel toeneemt, maar de druk minder snel. Kenmerkende mineralen zijn andalusiet, biotiet en cordieriet. Bij contactmetamorfose (metamorfose als gevolg van hoge temperatuur maar zeer geringe druk) vormen meestal contactaureolen van concentrische zones rondom een centraal middelpunt, de warmtebron. De warmtebron bij zulke aureolen is vrijwel altijd een intrusie.
Bij snel toenemende druk maar langzame temperatuurstijging, zoals in gesteente in een subductiezone, kunnen zeldzame typen metamorfe zones ontstaan. Twee vormen zijn Franciscan en Sanbagawa-metamorfose. Deze gesteenten kenmerken zich door prehniet-pumpellyiet-, blauwschist- of eclogietmineralen.